# 台元女子籃球隊
台元女子籃球隊是台灣女子超級籃球聯賽（WSBL）的參賽隊伍之一。由裕隆集團台元紡織前董事長吳舜文女士於1973年接收聯勤忠勤女籃隊，易名為台元迄今。

## 歷年發展

### 第十五季WSBL
開季前執行教練由周泓諭更換為邱啟益，周泓諭退居助理教練。今年也迎回去年挑戰WCBA的吳盈潔，另一位新成員是去年透過選秀加入的陳亭羽。

## 建教合作學校
- 大學：臺北市立大學
- 過往建教合作學校：安康國中、東泰高中、景興國中、滬江高中[1][2]、世新大學[3]